# Anderbergstjärnen
Anderbergstjärnen är en sjö i Sundsvalls kommun i Medelpad och ingår i Indalsälvens huvudavrinningsområde. Sjön har en area på 0,0495 kvadratkilometer och ligger 283,3 meter över havet.

## Delavrinningsområde
Anderbergstjärnen ingår i det delavrinningsområde (696731-155695) som SMHI kallar för Utloppet av Stor-Skälsjön. Medelhöjden är 301 meter över havet och ytan är 52,52 kvadratkilometer. Räknas de 11 avrinningsområdena uppströms in blir den ackumulerade arean 108,9 kvadratkilometer. Kvarnån (Näckån) som avvattnar avrinningsområdet har biflödesordning 2, vilket innebär att vattnet flödar genom totalt 2 vattendrag innan det når havet efter 69 kilometer. Avrinningsområdet består mestadels av skog (70 procent). Avrinningsområdet har 10,48 kvadratkilometer vattenytor vilket ger det en sjöprocent på 19,9 procent.